# Santiago Paulós
Santiago Paulós (San José de Mayo, San José, 1983) és un artista, dissenyador gràfic i pintor uruguaià.
Nascut a San José de Mayo, al departament de San José. Va estudiar art i pintura amb Álvaro Amengual i Clever Lara, a Montevideo, Uruguai. Va assistir a la Càtedra Francisco de Goya dictada per Antonio López García a la Universitat Complutense de Madrid (UCM), Espanya. Va fer estudis de disseny gràfic a la Universitat ORT Uruguai. Va rebre el premi de la Société Imaginaire Batuz Saschen, Altzella, Alemanya i Ministeri de Transport i Obres Públiques de l'Uruguai (MTOP) la Sala d'Art Carles Federico Sáez. La beca en residència en el Convent del Corpus Christi de la Fundació Antonio Gala, a Còrdova, Espanya i una estada a la Ciutat dels Artistes a Altos de Chavón, República Dominicana.

## Exposicions
Algunes de les seves exposicions són:
- 2004, Premi Batuz Saschen, Alemanya i MTOP, Sala d'Art Federico Sáez. Montevideo, Uruguai.
- 2005: Sala d'Art Carles Frederic Sáez, Montevideo, Uruguai.[7]
- 2006: "Pintures" Museu de San José de Mayo, Uruguai.[8]
- 2008: "Promo VI" Fundació Antonio Gala, Còrdova, Espanya.[9] Galería Demo Solera, España.[10]
- 2009: Consolat General de l'Uruguai a Nova York, Museu d'Art de Queens, Estats Units.
- 2010: "Plàstica profunda" Fundació Unión, Montevideo, Uruguai.
- 2011: Fundació Eugénio d'Almeida, Évora, Portugal.
- 2012, Art en Capital, Grand Palais, París.[11] Universitat de Salamanca, Espanya.
- 2015, Exposició a la "Galería Talbot Rice" Edimburg, Regne Unit.

## Premis
- 2006, Premi Batuz Sachen, Alemania i Ministeri de Transport i Obres Públiques d'Uruguai.[12]
- 2015, Premi Beca John Kinross de la Reial Acadèmia Escocesa.[13]